# 祈願語氣
祈願語氣（optative mood）是指祝願或希望的語氣。它類似於鼓勵語氣，并与虛擬語氣密切相關。
希臘語(古希臘語和某些程度上的通用希臘語)、阿爾巴尼亞語、喬治亞語、古普魯士語、梵語和土耳其語是有祈願語氣的語言。
在英語中，祈願語氣通過使用情態動詞來表達(比如“ You might find what you're looking for”)。
在羅馬尼亞語中，條件和祈願語氣有同一的形式，因此被稱為祈願-條件語氣。

## 古希臘語
在古希臘語包括柏拉圖所用的雅典方言中，祈願語氣用於各種目的，比如:
1. 可能祈願語氣，在其中指示發生一個行動的可能性。“I would be happy to dine with you”。
2. 祝願祈願語氣，如名字所指示的那樣被用來表達祝願，比如如下開始的句子“If only...”或“Would that...”。
3. 條件句，組成自主句或“歸結子句”(apodosis)和從句或“條件從句”(protasis)。在這些句子中祈願語氣被特別用來傳達 Future Less Vivid 和 Past General 條件。
4. “次生序列”。祈願語氣還經常替換從句內在直陳或虛擬語氣中的動詞，在這個子句受次生時態如未完成時或不定過去時的動詞支配的時候。

隨著時間流逝，在大約公元前 333 年亞歷山大大帝的征服之后形成了通用希臘語，祈願語氣的使用在很多希臘作者中消失。在通用希臘語寫的新約圣經中，祈願語氣主要用於特定固定表達如 me genoito“may it not be!”(e.g. Romans 7:7)。

## 引用
1. ↑  .   [2008-07-25]. （原始内容存档于2008-09-27） （英语）.
2. ↑  Introduction to Attic Greek, Donald J. Mastronarde, University of California Press, 1993, pp. 245-247.
3. ↑  A Primer of Biblical Greek, N. Clayton Croy, Eerdmans Publishing, 1999, p. 199.